# Sascha Hehn
Alexander Josef Alberto „Sascha“ Hehn (* 11. Oktober 1954 in München) ist ein deutscher Schauspieler und Synchronsprecher.

## Leben
Sascha Hehn ist einer der vier Söhne des Schauspielers Albert Hehn aus seiner vierten Ehe mit Gardy Artinger, einer Regieassistentin und Souffleuse. Er wuchs nach der Scheidung seiner Eltern bei der Mutter in der Münchner Vorortgemeinde Grünwald auf. Mit fünf Jahren hatte er sein Filmdebüt in Hubertusjagd. Es folgten weitere Film- und TV-Rollen. Schließlich war er als Schauspieler beruflich so sehr eingebunden, dass er die Handelsschule noch vor Erlangung der Mittleren Reife verließ.
In den 1960er-Jahren trat Hehn in Fernsehfilmen wie Der doppelte Nikolaus, Manchmal spielt der Himmel mit auf und 1961 in der Vico-Torriani-Show. Später spielte er auch in Erotikfilmen mit (z. B. Hausfrauen-Report, Schulmädchen-Report, Melody in Love).
Um dem Wehrdienst zu entgehen, meldete Hehn seinen Erstwohnsitz in West-Berlin an. 1982 war er für mehrere Monate Soldat bei den Gebirgsjägern in Landsberg am Lech, wurde aber vorzeitig entlassen.
1976 spielte er neben Andrew Keir eine der Hauptrollen in der 13-teiligen australischen Abenteuerserie Auf Wiedersehen, Charlie (The Outsiders). Auch danach wirkte Hehn gelegentlich in internationalen Produktionen mit, so 1987 als Tennisbaron Gottfried von Cramm in dem Fernsehfilm Armes reiches Mädchen – Die Geschichte der Barbara Hutton.
Einem bundesweiten Fernsehpublikum wurde er in den 1980er-Jahren durch seine Rollen als Dr. Udo Brinkmann in Die Schwarzwaldklinik neben Klausjürgen Wussow, der seinen Vater und den Chefarzt spielte, und als Chefsteward Victor in der Fernsehreihe Das Traumschiff bekannt.
Daneben spielte er auch Theater. 1972 debütierte er auf Tournee neben O. W. Fischer als Masham in Ein Glas Wasser, dann von 1980 bis 1981 bei den Salzburger Festspielen als Orlando in Shakespeares Wie es euch gefällt als Partner von Barbara Sukowa, neben Judy Winter in Cocteaus Der Doppeladler und als Brigg in Tennessee Williams’ Die Katze auf dem heißen Blechdach. 1989 spielte er den Egmont in Goethes Egmont am Ernst-Deutsch-Theater.
In der siebenteiligen Familienserie Liebe auf Bewährung von 1992 spielte Hehn neben Gila von Weitershausen die Hauptrolle. Von 1994 bis 1997 verkörperte er den Frauenarzt Dr. Markus Merthin in der gleichnamigen Fernsehserie. Es folgten Eine Liebe auf Mallorca und weitere Fernsehproduktionen, u. a. die beiden „Specials“ zum 20-jährigen Jubiläum der Schwarzwaldklinik (2005). 2007 war er in dem ARD-Fernsehfilm Einmal Dieb, immer Dieb als Dieb Jean Berlinger zu sehen, der sich in die Kindergärtnerin Julia Weber (Christina Plate) verliebt. 2012 spielte er unter der Regie von Michael Keusch neben Marion Kracht in dem österreichischen Liebesfilm Ein Sommer in Schottland den Weltenbummler Richard Travis. Ab März 2013 war er in der ZDF-Sitcom Lerchenberg zu sehen, in der er sich selbst spielt.
Im Januar 2014 trat Hehn die Nachfolge von Siegfried Rauch als Kapitän Victor Burger auf dem Traumschiff an. 2018 gab er die Rolle wieder ab, nachdem er sich mit der Weiterentwicklung der Serie unzufrieden gezeigt und Kritik an angeblich sinkenden Qualitätsstandards bei der Serie geübt hatte.
Im März 2020 wurde bekanntgegeben, dass Hehn die Titelrolle des Ölprinzen im gleichnamigen Stück bei den Karl-May-Festspielen 2020 in Bad Segeberg übernimmt.
Als Synchronsprecher sprach Hehn unter anderem die Titelrolle in den Filmen Shrek – Der tollkühne Held, Shrek 2, Shrek 3 und Für immer Shrek. Bereits 1966 lieh Hehn der Rolle des Lillebror in Karlsson vom Dach von Astrid Lindgren seine Stimme. Außerdem sprach er für die Videoveröffentlichung der Serie He-Man den titelgebenden Helden. Hehn lebt im bayerischen Mittergars.
Hehn ist seit Sommer 2023 verheiratet.

## Filmografie

### Filme
- 1959: Hubertusjagd
- 1959: Ein Sommer, den man nie vergißt
- 1960: Ein Student ging vorbei
- 1960: … und keiner schämte sich
- 1961: Drei weiße Birken
- 1962: Peter Pan
- 1963: Reisender ohne Gepäck
- 1964: Und nicht mehr Jessica
- 1965: Das Mädel aus dem Böhmerwald
- 1965: Wintermärchen
- 1966: Im Jahre Neun
- 1968: Madame Bovary
- 1971: Schüler-Report
- 1971: Mädchen beim Frauenarzt
- 1972: Lehrmädchen-Report
- 1972: Die Klosterschülerinnen
- 1972: Hausfrauen-Report
- 1972: Die liebestollen Apothekerstöchter
- 1972: Schulmädchen-Report. 4. Teil: Was Eltern oft verzweifeln läßt
- 1973: Das Wandern ist Herrn Müllers Lust
- 1973: Blau blüht der Enzian
- 1973: Junge Mädchen mögen’s heiß, Hausfrauen noch heißer
- 1973: Was Schulmädchen verschweigen
- 1973: Schulmädchen-Report. 6. Teil: Was Eltern gern vertuschen möchten
- 1973: Schloß Hubertus
- 1974: Magdalena – vom Teufel besessen
- 1975: Die Brücke von Zupanja
- 1975: Verbrechen nach Schulschluß
- 1978: Melody in Love
- 1979: Nackt und heiß auf Mykonos
- 1979: Austern mit Senf
- 1980: Patricia – Einmal Himmel und zurück
- 1980: Kreuzberger Liebesnächte
- 1980: Kolportage
- 1981: Die Pinups und ein heißer Typ
- 1981: Burning Rubber
- 1984: Rummelplatz-Geschichten
- 1987: Armes reiches Mädchen – Die Geschichte der Barbara Hutton (Poor Little Rich Girl – The Barbara Hutton Story)
- 1992: Ein Engel für Felix
- 1993: Eine Mörderin
- 1999: Liebe auf Mallorca
- 2000: Liebe auf Mallorca 2
- 2001: Fremde Frauen küsst man nicht
- 2001: Liebe auf Mallorca 3
- 2004: Im Tal des Schweigens
- 2006: Im Tal des Schweigens 2
- 2005: Die Schwarzwaldklinik – Die nächste Generation (Fernseh-Special)
- 2005: Die Schwarzwaldklinik – Neue Zeiten (Fernseh-Special)
- 2007: Einmal Dieb, immer Dieb (Fernsehfilm)
- 2008: Zwei Herzen und ein Edelweiß (Fernsehfilm)
- 2008: Das Musikhotel am Wolfgangsee (Fernsehfilm)
- 2012: Ein Sommer in Schottland (Fernsehfilm)

### Fernsehserien/-reihen
- 1963: Bei uns zuhaus (Fernsehserie, 13 Folgen)
- 1964: Die fünfte Kolonne (Folge Der Gast)
- 1965: Alarm in den Bergen (Folgen Der Mörder ist flüchtig und Der Tod im Paket)
- 1966: Hafenpolizei (Folge Der Eisbär)
- 1975: Der Kommissar: Der Mord an Dr. Winter
- 1975: Bitte keine Polizei: Der Kunstraub
- 1976: Whispering Death – „Der flüsternde Tod“
- 1976: Notarztwagen 7 (Folge Endstation Kanal)
- 1977: Das Leben kann so schön sein … (Schulfernsehen)
- 1978: Hausfrauen-Report 6. Teil: Warum gehen Frauen fremd?
- 1978: Geschichten aus der Zukunft (Folge Nach menschlichem Ermessen)
- 1979, 1982: Der Alte (Folgen Mordanschlag, Der Überfall)
- 1979–1986: Derrick (6 Folgen)
- 1979: Die Protokolle des Herrn M. (Folge Auf frischer Spur)
- 1981: Polizeiinspektion 1 (Folge Die Trickdiebin)
- 1981: Der Fuchs von Övelgönne (Folge Hochzeitsreise)
- 1985–1989: Die Schwarzwaldklinik (68 Folgen)
- 1986: Hessische Geschichten (Folge Erna mon amour)
- 1992: Liebe auf Bewährung (Fernseh-Miniserie)
- 1994–1997: Frauenarzt Dr. Markus Merthin (53 Folgen)
- 2001–2002: Wilder Kaiser (3 Folgen)
- 2011: SOKO 5113 (Folge Kepplers letzter Fall)
- 2013, 2015: Lerchenberg (8 Folgen)
- 2014–2019: Kreuzfahrt ins Glück (9 Folgen)

### Das Traumschiff
- 1981: Karibik
- 1981: Barbados
- 1981: Jungferninseln
- 1981: Dominikanische Republik
- 1982: Grenada
- 1982: Cayman Islands
- 1983: Marrakesch
- 1983: Kenia
- 1983: Karibik
- 1983: Kenia
- 1983: Amazonas
- 1984: Rio
- 1986: Thailand
- 1986: Bali
- 1987: Brasilien
- 1987: Mexiko
- 1990: New Orleans
- 1991: Florida
- 2014: Perth
- 2014: Mauritius
- 2015: Kanada
- 2015: Macau
- 2016: Cook Islands
- 2016: Palau
- 2017: Kuba
- 2017: Tansania
- 2018: Los Angeles
- 2018: Malediven
- 2018: Hawaii
- 2019: Japan

## Hörspiele
- Shrek: Das Original-Hörspiel zum Kinofilm, edelKids
- Shrek 2: Das Original-Hörspiel zum Kinofilm, edelKids
- Shrek der Dritte: Das Original-Hörspiel zum Kinofilm, edelKids

## Auszeichnungen (Auswahl)
- 2023: Bayerischer Verdienstorden[7]